# Стаї (Крупський район)
Стаї (біл. вёска Стаі) — село в складі Крупського району Мінської області, Білорусь. Село підпорядковане Бобрській сільській раді, розташоване в східній частині області.